# Luigi Di Maio
Luigi Di Maio italijanska izgovorjava: [luˈiːdʒi di ˈmaːjo], italijanski politik; * 6. julij 1986, Avellino, Italija.
Od 5. septembra 2019 do 22. oktobra 2022 je zasedal položaj ministra za zunanje zadeve Italijanske republike. Pred tem je bil od leta 2018 do 2019 namestnik italijanskega premierja in minister za gospodarski razvoj, delo in socialno politiko ter kot podpredsednik poslanske zbornice v XVII. italijanskem parlamentu. Od leta 2017 do januarja 2020 je bil vodja Gibanja petih zvezd, protiustavniške stranke, ki jo je ustanovil Beppe Grillo. Stranko je junija 2022 zapustil.

## Mladost
Luigi Di Maio se je rodil leta 1986 v Avellinu; bil je najstarejši izmed treh bratov. Njegov oče Antonio je bil manjši nepremičninski podjetnik in lokalni svetnik neofašističnega italijanskega socialnega gibanja (MSI), njegova mati pa je bila učiteljica italijanščine in latinščine.
Di Maio je obiskoval Liceo classico, nato pa se je vpisal na neapeljsko univerzo Federico II., da bi študiral tehniko, a se je nato preusmeril v sodno prakso. Bil je med ustanovitelji študentskih društev na obeh fakultetah. Di Maio na univerzi ni nikoli diplomiral.
Leta 2007 je bil registriran kot vajeniški novinar, kasneje pa je na kratko delal kot spletni skrbnik in kot prodajalec pijač (kljub trditvam, da je bil stevard) na Stadio San Paolo v Neaplju .    

## Politična kariera
Leta 2007 je bil Di Maio med ustanovitelji politične skupine "Prijatelji Beppeja Grilla", predhodnice Gibanja petih zvezd (M5S), ki ga je priljubljeni komik ustanovil oktobra 2009.
Na volitvah leta 2013 je bil izvoljen v poslansko zbornico italijanskega parlamenta. 21. marca 2013 je postal najmlajši podpredsednik poslanske zbornice.

### Podpredsednik vlade
Di Maio je prisegel kot podpredsednik vlade in minister za gospodarski razvoj, delo in socialne politike v prvi Contejevi vladi, 1. junija 2018.
Kot minister je uvedel tako imenovani "dohodek državljanov" (italijansko reddito di cittadinanza), sistem socialnega varstva, ki revnim ljudem in družinam zagotavlja osnovni dohodek in pomoč pri iskanju zaposlitve, kar je bil eden glavnih predlogov kampanje Gibanja petih zvezd leta 2018. Dohodek je bil določen na največ 780 € na mesec, v prvem letu pa je imel program skoraj 2,7 milijona prijav.
Maja 2019 je stranka Di Maia doživela velik poraz in z 32,68 % (marec 2018) padla na 17,06 % glasov, kar je največja sprememba v zgodovini v 14 mesecih.
Avgusta 2019 je Di Maiev kolega podpredsednik vlade Matteo Salvini, po naraščajočih napetostih in po tem, ko je Salvini poskušal voditi vlado po množični zmagi na volitvah maja 2019, napovedal nezaupnico Conteju. Številni politični analitiki menijo, da je bil predlog nezaupnice poskus izsiljevanja predčasnih volitev, da bi izboljšali položaj stranke Liga v parlamentu in poskusa, da bi Salvini postal naslednji italijanski premier. 20. avgusta je po parlamentarni razpravi, v kateri je Conte ostro obtožil Salvinija, da je politični oportunist, ki je "politično krizo sprožil samo v svoj osebni interes", predsedniku Sergiu Mattarelli ponudil svoj odstop.

### Minister za zunanje zadeve
Po Contejevem odstopu je državni odbor PD uradno odprl možnost oblikovanja nove vlade v koaliciji z M5S, ki bi temeljila na proevropejstvu, zelenem gospodarstvu, trajnostnem razvoju, boju proti ekonomski neenakosti in novi priseljevalski politiki. Di Maio je bil sprva v nasprotju in začele so se pojavljati govorice o možnosti oblikovanja druge vlade med M5S in Ligo, pri čemer bi bil Di Maio premier. Naposled je stranka PD sprejela ponudbo M5S, da Conte ostane na čelu nove vlade in 29. avgusta je predsednik Mattarella Conteju podelil mandat.
Ustanovitelj Gibanja petih zvezd Beppe Grillo je 1. septembra odločno podprl zavezništvo s PD, ki ga je označil kot "edinstveno priložnost" za reformo države. Po dveh dneh, 3. septembra, so člani Gibanja petih zvezd glasovali za dogovor z demokrati pod vodstvom Giuseppeja Conteja z več kot 79 % glasov od skoraj 80.000 volivcev. Di Maio je 5. septembra v novi vladi prisegel kot zunanji minister.
22. januarja 2020, 4 dni pred ključnimi volitvami v nekaterih regijah, je Di Maio odstopil z mesta vodje M5S zaradi vse večjih kritik zaradi njegove odločitve za vodjo. Junija 2022 je iz stranke izstopil in napovedal in se namenil ustanoviti lastno zeleno stranko.

## Volilna zgodovina
| Volitve | Hiša               | Volilna enota        | Stranka             | Glasovi | Rezultat |
| ------- | ------------------ | -------------------- | ------------------- | ------- | -------- |
| 2013    | Poslanska zbornica | Kampanija 1          | Gibanje petih zvezd | -       | izvoljen |
| 2018    | Poslanska zbornica | Kampanija 1 - Acerra | Gibanje petih zvezd | 95.219  | izvoljen |

1. ↑  Elected in a closed list proportional representation system.

### Volitve prve preteklosti
| Splošne volitve 2018 (C): Acerra | Splošne volitve 2018 (C): Acerra | Splošne volitve 2018 (C): Acerra | Splošne volitve 2018 (C): Acerra |
| Kandidat                         | Stranka                          | Glasovi                          | %                                |
| -------------------------------- | -------------------------------- | -------------------------------- | -------------------------------- |
| Luigi Di Maio                    | Gibanje petih zvezd              | 95.219                           | 63,4                             |
| Vittorio Sgarbi                  | Desnosredinska koalicija         | 30.596                           | 20,4                             |
| Antonio Falcone                  | Levosredinska koalicija          | 18.018                           | 12,0                             |
| Drugi                            | Drugi                            | 6.315                            | 4,1                              |
| Skupaj                           | Skupaj                           | 150.148                          | 100,0                            |